# Al-Karjatajn
Al-Karjatajn (arab. ‏القريتين‎) – miasto w Syrii, w muhafazie Hims. W spisie z 2004 roku liczyło 14 208 mieszkańców.
Podczas wojny w Syrii dwukrotnie zajmowane przez terrorystów tzw. Państwa Islamskiego (ISIS). Po zajęciu miejscowości w sierpniu 2015 roku terroryści uprowadzili z Al-Karjatajn 230 chrześcijan, a także zniszczyli zabytkowy V-wieczny monaster. 4 kwietnia 2016 miejscowość została odbita przez syryjską armię. Terroryści ISIS ponownie wtargnęli do Al-Karjatajn 1 października 2017, po czym zamordowali 128 mieszkańców. Oddziały syryjskiej armii ponownie wyzwoliły Al-Karjatajn 21 października tegoż roku.